# Deolin Mekoa
Deolin Quade Mekoa (10 de agosto de 1993) é um futebolista profissional sul-africano que atua como meia, atualmente defende o Maritzburg United.

## Carreira
Deolin Mekoa fez parte do elenco da Seleção Sul-Africana de Futebol nas Olimpíadas de 2016.